# Anne-Marie Ericsson
Anne-Marie Ericsson, född 20 januari 1933, död 29 april 2021, var en svensk konstvetare.
Ericsson var lärare på Konsthögskolan och universitetslektor i konstvetenskap vid Stockholms universitet. Mest känd är hon som författare och en framstående kännare av 1900-talets svenska konstindustri och konsthantverk. I sina böcker och olika samlingsverk skrev hon om 1900-talets konsthantverk. Hon var även konstkritiker i Dagens Nyheter.
Ericsson skrev bland annat om interiören på Amerikalinjens passagerarfartyg M/S Kungsholm. Under 1920-talet fick arkitekten Carl Bergsten uppdraget att gestalta den påkostade inredningen som skulle visa för världen vad svenska konstnärer kunde åstadkomma. I projektet samarbetade han med flera namnkunniga formgivare och konstnärer, som till exempel Anna Petrus, Ansgar Almquist och Märta Måås-Fjetterström. Under andra världskriget togs fartyget i beslag av amerikanarna för att användas i trupptransporter till Europa. Inredningen revs då ner och förstördes och endast ett fåtal föremål finns bevarade. Ericsson letade i arkiv och museer efter beskrivningar, ritningar och fotografier för att försöka rekonstruera inredningen.
Anne-Marie Ericsson var även en pionjär i att förstå stilepoken Swedish Grace betydelse och verkshöjd. Redan 1984 utkom hennes bok Svenskt 1920-tal, Konstindustri Konsthantverk på förlaget Signum. Hennes sista bok handlar om textilformgivaren Astrid Sampe och utkom hösten 2019.